# OSS 117 : Alerte rouge en Afrique noire
Pour les articles homonymes, voir OSS 117 (homonymie) et Bons baisers de....
Série OSS 117
OSS 117 : Rio ne répond plus
(2009)
Pour plus de détails, voir Fiche technique et Distribution.
OSS 117 : Alerte rouge en Afrique noire ou OSS 117: Bons Baisers d'Afrique au Québec est une comédie d'espionnage française réalisée par Nicolas Bedos et sortie en 2021.
Il s'agit du onzième film mettant en scène le personnage d'OSS 117 et du troisième volet de la saga parodique portée par l'acteur Jean Dujardin, dont les deux premiers films, Le Caire, nid d'espions (2006) et Rio ne répond plus (2009), avaient été réalisés par Michel Hazanavicius.

## Synopsis
En 1981, après sa fuite réussie d'Afghanistan, alors en guerre, Hubert Bonisseur de La Bath, également connu sous le nom d'OSS 117, se voit confier un poste de bureau comme opérateur informatique par le chef du renseignement français, Armand Lesignac, opérant en tant que comptable fiscal du Service de documentation extérieure et de contre-espionnage. Cependant, après la disparition d'un agent sur le terrain, Hubert est immédiatement convoqué pour se rendre en Afrique et retrouver son collègue, qui devait rencontrer le président du pays, Koudjo Sangawe Bamba, mais aucun contact n'a été établi.
Hubert se rend en Afrique et rencontre le président Bamba, qui garde près de lui un certain nombre de sosies en cas de tentative d'assassinat. Bamba informe Hubert de l'instabilité politique du pays, des tentatives de coup d'État contre son régime par de nombreux groupes opposants et de son mécontentement que l'agent précédemment envoyé n'ait pas assisté à la réunion, manquant de respect. Avec l'influence du communisme qui se répand sur le continent, le président demande à Hubert de localiser la source et de déjouer toute révolution potentielle, surtout lorsque les intérêts du gouvernement français sont alignés avec le règne de Bamba. Dans le cadre de leur alliance, Hubert commence son enquête en suivant Léon Nkomo, un des principaux hommes de Bamba, et observe un échange suspect avec une partie non identifiée au palais présidentiel. Après avoir interrogé sans succès Nkomo, Hubert est piégé par un escroc, ce qui conduit à son arrestation par la police locale.
En prison, Hubert reconnaît l'agent disparu, Serge, alias OSS 1001, et compromet imprudemment sa couverture en le réprimandant négligemment pour ne pas avoir rencontré le président Bamba, l'empêchant ainsi d'infiltrer l'opposition. Après une brève émeute, les deux hommes sont officiellement acquittés des charges sur ordre du président et libérés. Serge essaie de comprendre le but de l'acte d'Hubert, se demandant s'il s'agit d'incompétence et de stupidité pure, ou d'une ingéniosité profonde dans la planification. Il informe Hubert qu'il a appris qu'un marchand d'armes français, Roland Lépervier, organise un accord avec une rébellion souterraine. Ils le suivent jusqu'à un quai où il fait entrer des armes en contrebande dans des conteneurs et Serge place un traceur sur l'un des envois. Ils concluent par analyse que Lépervier n'agit pas seul, étant à peine un intermédiaire, et que les armes sont en réalité fournies par l'Union Soviétique pour soutenir leur révolution.
Le lendemain matin, utilisant le dispositif de traçage de Serge, ils se dirigent vers l'entrepôt de Lépervier, combattant des rebelles hostiles en cours de route, ils placent des charges explosives sur les conteneurs et s'échappent juste à temps avant qu'ils n'explosent, tuant Lépervier dans la déflagration. En essayant de retrouver leur chemin vers la ville, Serge reproche à Hubert son comportement condescendant persistant après que ce dernier l'ait averti de ne pas perturber le marais où se trouvent des crocodiles. Alors qu'il ignore les avertissements d'Hubert et continue de le provoquer, un crocodile entraîne Serge dans le marais.
Peu de temps après, Hubert est capturé par la rébellion souterraine et découvre qu'elle est dirigée par Zéphyrine Bamba, la femme du président. En lui expliquant la situation de son pays, elle lui révèle la cruauté et les motivations corrompues de son mari, animé par le pouvoir et la cupidité, tout en laissant ses compatriotes souffrir de pauvreté et d'oppression. Elle dévoile son véritable plan consistant à avoir les Soviétiques comme alliés, croyant que le communisme instaurera l'égalité parmi le peuple. Hubert semble sympathiser avec son pacifisme, ce qui mène à une nuit romantique entre eux, seulement pour que la mentalité coloniale d'Hubert entrave la compréhension mutuelle qu'ils semblaient avoir et suscite des tensions hostiles entre eux, aboutissant à sa réincarcération. Hubert, cependant, neutralise un garde, vole son déguisement et s'échappe du camp rebelle.
Acceptant l'invitation du président à la soirée formelle qu'il organise dans son palais à la suite de sa réélection, il retrouve Zéphyrine et tente de regagner sa confiance, promettant qu'il essaiera d'influencer les décisions du président pour qu'elles soient justes et bienveillantes envers le peuple. Après avoir assuré au président la neutralisation du coup d'État, Hubert tente de le convaincre de changer ses méthodes. Le président Bamba analyse une offre qui lui a été faite par l'Union Soviétique et se prépare à accepter leur alliance plutôt que celle avec les Français, préférant le nouvel accord malgré le maintien de sa position sur sa politique sociale. Un Hubert bouleversé révèle accidentellement que Zéphyrine est la chef de la révolution échouée, lui valant une condamnation à mort pour haute trahison. Zéphyrine assassine la plupart de ses sosies jusqu'à ce qu'Hubert l'empêche de tuer le vrai Bamba, car il maintiendra son alliance avec le gouvernement français. Bamba ordonne à ses hommes d'emmener Zéphyrine, Hubert ignorant qu'ils continueront avec sa sentence, se moquant d'elle pour être « trop dramatique ».
Hubert retourne en France et apprend d'Armand que Zéphyrine s'est échappée avec l'aide des Soviétiques et a repris sa position de leader de la rébellion à plein temps. Il reçoit l'ordre de se rendre en URSS où elle s'est réfugiée et de la traquer dans l'intention de la traduire en justice. Lors de son départ, Hubert se vante auprès d'Armand qu'il ne peut être remplacé, peu importe combien de nouveaux agents arrivent, lui disant qu'« il y aura toujours un OSS 117 ».
La scène mi-générique révèle que Serge a en fait survécu, rampant dans une jungle africaine après que ses jambes ont été déchiquetées par les crocodiles.

## Fiche technique
- Titre original : OSS 117 : Alerte rouge en Afrique noire
- Titre québécois : OSS 117 : Bons Baisers d'Afrique
- Réalisation : Nicolas Bedos
- Scénario : Jean-François Halin, d'après l’œuvre de Jean Bruce
- Adaptation et dialogues : Nicolas Bedos et Jean-François Halin
- Montage : Florent Vassault et Anny Danché
- Costumes : Charlotte David
- Décors : Stéphane Rozenbaum
- Musique : Anne-Sophie Versnaeyen et Nicolas Bedos
- Photographie : Laurent Tangy
- Producteurs : Eric et Nicolas Altmayer
- Sociétés de production : Mandarin Cinéma, Gaumont et M6 Films
- Société de distribution : Gaumont (France)
- Budget : 18,35 millions d'euros[2]
- Pays de production :  France
- Langue originale : français, quelques dialogues en allemand, russe et en diverses langues africaines.
- Genre : comédie, espionnage, action, comédie policière
- Format : couleur — CinemaScope
- Durée : 116 minutes
- Dates de sortie : 
  - France : 17 juillet 2021 (Festival de Cannes) ; 4 août 2021 (sortie nationale)

## Distribution
- Jean Dujardin : Hubert Bonisseur de La Bath / OSS 117
- Pierre Niney : Serge / OSS 1001
- Fatou N'Diaye : Zéphyrine Bamba
- Natacha Lindinger : Micheline Pierson
- Wladimir Yordanoff : Armand Lesignac
- Gilles Cohen : Roland Lépervier
- Habib Dembélé : Koudjo Sangawe Bamba / les 3 sosies/le président
- Pol White : Léon Nkomo
- Ivan Franek : Kazimir
- Emil Abossolo-Mbo : Pamplemousse
- Ibrahim Koma : Promedi
- Melodie Casta : Jessica, pilote de l'hélicoptère en Afghanistan.
- Brice Fournier : le broussard
- Christelle Cornil : Josie Ledentu
- Karim Barras : Jacky Jacquard
- Bruno Paviot : Roger Moulinier
- Jean-Édouard Bodziak : Jean-René Calot
- Martial Courcier : Martichou
- Anne-Charlotte Pontabry : Annie
- Marie-Philomène Nga : la femme de Léon
- Ricky Tribord : le serveur de l'hôtel
- Luc Antoni : Roussel
- Nicolas Bedos : l'homme au bar avec Micheline (caméo), (non crédité)

## Production

### Genèse et développement
En 2014, Jean Dujardin déclare être partant pour incarner une troisième fois Hubert Bonisseur de La Bath. En 2018, le réalisateur des deux premiers films Michel Hazanavicius confirme qu'il n'en sera pas le réalisateur. Il explique ne pas avoir été séduit par le scénario et qu'il est sur un autre projet, Le Prince oublié. En mai 2019, Nicolas Bedos est annoncé comme réalisateur du film.

### Tournage
Le tournage se déroule du 18 novembre 2019 au 15 février 2020 à Paris et au Kenya.
C'est le dernier film du comédien Wladimir Yordanoff, qui meurt le 6 octobre 2020 à l'âge de 66 ans. C'est le troisième acteur jouant Armand Lesignac qui décède après la sortie du film (après Claude Brosset et Pierre Bellemare).

### Musique
La musique du film est composée par Anne-Sophie Versnaeyen et Nicolas Bedos, qui succèdent à Ludovic Bource. Anne-Sophie Versnaeyen avait déjà collaboré avec le réalisateur sur ses deux précédents longs métrages, Monsieur et Madame Adelman (2017) et La Belle Époque (2019).
Nicolas Bedos explique avoir écouté de nombreuses musiques de films des années 1980 pour préparer le film : « Durant la prépa, Jean et moi nous envoyions des musiques de Bill Conti, Marvin Hamlisch, John Williams, Peter Hamilton et d'autres grands compositeurs des années 80, pour s'imprégner de l'ambiance ». Pour la chanson du générique d'entrée, From Africa with Love, Nicolas Bedos déclare : « La chanson du générique s'inspire des tubes ringards des années 80 tout en parodiant l'esprit Goldfinger ».
Liste des titres
1. Le bunker (2:19)
2. Évasion (1:16)
3. From Africa with Love (2:20) (interprété par Indy Eka)
4. Retour d'Hubert (1:20)
5. L'informatique (0:46)
6. Hubert dactylo (0:53)
7. Départ en mission (0:53)
8. L'Afrique ! (1:21)
9. Accueil discret (0:42)
10. Hall d'hôtel (0:44)
11. Micheline (0:58)
12. Zéphyrine (0:55)
13. Filature de Léon (1:09)
14. La panne (2:14)
15. Le serpent (0:57)
16. Chez Léon (1:58)
17. En prison (1:19)
18. Le Baobab Select (0:44)
19. Les caisses (0:41)
20. Course poursuite (1:41)
21. Les lions (1:07)
22. Les espions (2:37)
23. La bombe (2:13)
24. Pris au piège (1:52)
25. Nostalgie (0:45)
26. Camp des rebelles (2:31)
27. Évasion du camp (0:44)
28. Dernière Bataille (1:13)
29. Retour au palais (1:06)
30. Leon, un félon ! (1:24)
31. Quelle journée (1:15)
32. Superman (2:36) (interprété par les Commodores)
33. Le Freak (2:51) (interprété par Tessa B.)
34. L'Armée rouge est la plus forte (2:42) (interprété par les Chœurs de l'Armée rouge)

## Sortie et accueil

### Date de sortie
En septembre 2019, il est annoncé que le film sortira en France le 3 février 2021. Le 24 novembre 2020, Gaumont annonce que la sortie est repoussée au 14 avril 2021, avant d'annoncer en mars 2021 que la sortie est repoussée à une date indéterminée en raison du prolongement de la fermeture des salles de cinémas françaises. Le 25 mars, une nouvelle date de sortie est annoncée : le 4 août 2021.

### Accueil critique
En France, le film obtient une note moyenne de 2,8⁄5 sur le site AlloCiné, qui recense 32 titres de presse. Du côté des avis positifs, Olivier De Bruyn du magazine Marianne écrit notamment « Avec son mauvais esprit et son sens très sûr de l’humour noir, OSS 117 : Alerte rouge en Afrique noire remplit son contrat et honore un genre, la comédie populaire, souvent maltraité par les cyniques et plébiscité par le public. Un “genre de films” qui fait assurément du bien. » Pour Caroline Vié de 20 Minutes « Nicolas Bedos tape sur le politiquement correct avec une belle énergie » avec un film qui « reste fidèle à l’esprit de la saga. » Anthony Jammot de Culturebox écrit quant à lui « peu importe l'évolution des mœurs, OSS 117 reste le même macho, raciste et arrogant et fait toujours recette auprès des mordus d'humour irrévérencieux ». Dans La Voix du Nord, Christophe Caron admet que « cet opus n’est sans doute pas au niveau des deux précédents » mais souligne que Nicolas Bedos « avait le bon profil pour perpétuer ce festival de blagues douteuses et jouissives tout en assurant le spectacle. On a bien rigolé, et on n’a même pas eu honte. »
Du côté des avis négatifs, Marilou Duponchel des Inrockuptibles écrit notamment « Le film reconduit fidèlement et assez maladroitement parce que sans véritable inspiration, ni sens du rythme, les ingrédients qui avaient fait le sel réac, raciste, homophobe et misogyne de ses prédécesseurs. » Gérard Crespo du site aVoir-aLire.com regrette un manque de « verve et d’irrévérence ». Dans le magazine Première, Thierry Chèze remarque que « chaque vanne audacieuse ou gonflée sur l’Afrique et les Africains » est suivie « par une scène qui ressemble à une justification ou une excuse. Tout l’inverse des deux premiers volets qui affrontaient les questions du racisme et de l’antisémitisme par la seule arme de l’absurde, sans se soucier du qu'en-dira-t-on. » Dans Libération, on peut notamment lire « tout, des gags à la plastique de l’affaire, y transpire l’effort et la frime mais semble conspirer à une tiédeur généralisée –, et jamais l’entreprise n’y trouve sa rythmique, pas plus que le lieu assumé de son rire ». Céline Rouden de La Croix écrit notamment « si le scénariste Jean-François Halin n’a rien perdu de sa verve et cisèle une fois de plus quelques répliques cultes, le tout manque de rythme et d’entrain. »

### Box-office
Pour son premier jour d'exploitation en France, le film prend la tête du box-office avec 210 052 entrées, dont 59 282 réalisées lors d'avant-premières.
Au 1er octobre 2021, le film a enregistré 1 598 831 entrées en France soit le plus bas score de la trilogie.
| Pays ou région | Box-office        | Date d'arrêt du box-office | Nombre de semaines |
| -------------- | ----------------- | -------------------------- | ------------------ |
| France         | 1 619 109 entrées | 2 novembre 2021            | 13                 |
| Total mondial  | 13 307 437 $      | -                          | -                  |

## Anecdotes
Trois comédiens de la série Au service de la France reprennent leur rôle : il s'agit des personnages de Roger Moulinier, Jacky Jacquard et Jean-René Calot. Ils apparaissent en clin d’œil à cette série se déroulant dans le même univers parodique.